# Meu Cunhado É um Vampiro
Meu Cunhado É um Vampiro é um filme de comédia brasileiro de 2023, dirigido por Ale McHaddo, escrito por Paulo Cursino, com colaboração no roteiro de Sergio Martorelli e Ale McHaddo, e estrelado por Leandro Hassum, Rômulo Arantes Neto, Monique Alfradique e Renata Brás. O filme foi lançado mundialmente em 24 de dezembro de 2023 na Netflix.

## Premissa
Fernandinho (Leandro Hassum), um pai de família e ex-jogador de futebol, encontra-se em constante conflito com a ex-esposa Michelle (Renata Brás). Após anos de sua aposentadoria dos campos, ele dedica seu tempo à família e à apresentação de um podcast esportivo. Sua rotina pacífica é abruptamente alterada quando descobre um fato surpreendente sobre seu cunhado, Gregório (Rômulo Arantes Neto) – um indivíduo inconveniente, preguiçoso e peculiar, que, para espanto de Fernandinho, é um vampiro. A vida de Fernandinho vira de cabeça para baixo quando Gregório, o visitante incômodo, revela sua verdadeira identidade como um vampirão com planos sinistros de atacar o bairro. O segredo de Gregório não permanece oculto por muito tempo, especialmente quando Fernandinho começa a conectar os pontos, percebendo que uma suposta doença que assola o Rio de Janeiro, drenando o sangue de várias pessoas, está relacionada aos planos cruéis do vampiro.

## Elenco
- Leandro Hassum como Fernando (Fernandinho)
- Rômulo Arantes Neto como Gregório (Greg)
- Monique Alfradique como Vanessa
- Mel Maia como Carolina (Carol)
- Renata Brás como Michelle
- Caio Mendonça como Ameba
- Edson Celulari como Conde Ula Drax
- Eliezer Motta como Claudionor
- Antônio Fragoso como Chico (Chicão)